# Lijst van voetbalinterlands Bermuda - Turks- en Caicoseilanden (vrouwen)
Deze lijst van voetbalinterlands is een overzicht van alle officiële voetbalinterlands tussen de nationale vrouwenteams van Bermuda en de Turks- en Caicoseilanden. De landen hebben tot nu toe twee keer tegen elkaar gespeeld.

## Wedstrijden
| № | Plaats         | Datum       | Competitie                             | Wedstrijd                          | Uitslag |
| - | -------------- | ----------- | -------------------------------------- | ---------------------------------- | ------- |
| 1 | onbekend       | 4 mei 2006  | WK 2007 kwalificatie                   | Bermuda − Turks- en Caicoseilanden | 4 − 0   |
| 2 | Providenciales | 23 mei 2014 | CFU Women's Caribbean Cup kwalificatie | Turks- en Caicoseilanden − Bermuda | 0 − 5   |

## Samenvatting
| Competitie                             | Totaal gespeeld | Winst Bermuda | Gelijk | Winst Turks- en Caicoseilanden | Doelsaldo Bermuda – Turks- en Caicoseilanden |
| -------------------------------------- | --------------- | ------------- | ------ | ------------------------------ | -------------------------------------------- |
| WK kwalificatie                        | 1               | 1             | 0      | 0                              | 4 − 0                                        |
| CFU Women's Caribbean Cup kwalificatie | 1               | 1             | 0      | 0                              | 5 − 0                                        |
| Totaal                                 | 2               | 2             | 0      | 0                              | 9 − 0                                        |

BFA · A-internationals · Bermudaans mannenelftal
2000 – 2009 · 2010 – 2019 · 2020 – 2029
Amerikaanse Maagdeneilanden ·
Antigua en Barbuda ·
Bahama's ·
Barbados ·
Belize ·
Cuba ·
Dominica ·
Dominicaanse Republiek ·
Faeröer ·
Grenada ·
Guyana ·
Haïti ·
Jamaica ·
Kaaimaneilanden ·
Puerto Rico ·
Saint Kitts en Nevis ·
Saint Vincent en de Grenadines ·
Suriname ·
Trinidad en Tobago ·
Turks- en Caicoseilanden